# جو هنري كوبر
جو هنري كوبر (بالإنجليزية: Joe Henry Cooper)‏ هو شخصية أعمال وسياسي أمريكي، ولد في 8 مايو 1918 في الولايات المتحدة، وتوفي في 10 أغسطس 1980 في دالاس في الولايات المتحدة. حزبياً، نشط في الحزب الديمقراطي. وقد انتخب عضو مجلس نواب لويزيانا.